# Newtownmountkennedy
Newtownmountkennedy (Baile an Chinnéidigh en irlandais) est une ville du comté de Wicklow en Irlande.
La ville de Newtownmountkennedy compte 2 548 habitants.